# Tonino Cervi
Antonio (Tonino) Cervi (Rome, 14 juni 1929 – Siena, 31 maart 2002) was een Italiaans regisseur, producent en scenarioschrijver.

## Loopbaan
Tonino Cervi werd geboren als zoon van de acteur Gino Cervi. Vanaf 1952 produceerde hij lange speelfilms. Alleen al tussen 1955 en 1961 stichtte hij vier productiemaatschappijen. Tussen 1967 en 1989 regisseerde hij zelf ook elf prenten. Veel van zijn films werden grote kassuccessen.

## Filmografie

### Productie
- 1955: La Meilleure Part
- 1956: La finestra sul Luna Park
- 1957: Agguato a Tangeri
- 1959: I ragazzi dei parioli
- 1959: La notte brava
- 1960: L'impiegato
- 1960: La lunga notte del '43
- 1961: Romolo e Remo
- 1962: Boccaccio '70
- 1962: La commare secca
- 1962: Mafioso
- 1963: I quattro tassisti
- 1964: Il deserto rosso
- 1968: Scusi, lei conosce il sesso?
- 1973: Le monache di Sant'Arcangelo
- 1973: Storia di una monaca di clausura
- 1974: Appassionata'
- 1988: Il nido del ragno
- 1998: Provincia segreta (tv-serie)
- 2000: Provincia segreta 2 (tv-serie)

### Regie
- 1968: Oggi a me ... domani a te
- 1970: Le regine
- 1974: La nottata
- 1976: Chi dice donna, dice donna
- 1977: Ritratto di borghesia in nero
- 1979: Il malato immaginario
- 1981: Il turno
- 1984: Sole nudo
- 1990: L'avaro
- 1995: Butterfly (tv-serie)
- 2003: Il quaderno della spesa

### Scenario
- 1973: Le monache di Sant'Arcangelo
- 1973: Storia di una monaca di clausura
- 1979: Il malato immaginario
- 1990: L'avaro